# Pardosa pseudolapponica
Pardosa pseudolapponica là một loài nhện trong họ Lycosidae.
Loài này thuộc chi Pardosa. Pardosa pseudolapponica được Yuri M. Marusik miêu tả năm 1995.